# Aeroportul Apple Valley
Aeroportul Apple Valley (IATA: APV, ICAO: KAPV, FAA LID: APV) este un aeroport din California, Statele Unite ale Americii.
Situat la o altitudine de 933 m, aeroportul dispune de 2 piste.

## Infrastructură

### Piste
Aeroportul dispune de 2 piste. Pista 08/26 are suprafața de asfalt și dimensiunile 4.099 picioare × 60 picioare. Pista 18/36 are suprafața de asfalt și dimensiunile 6.498 picioare × 150 picioare. 